# Jelisaweta Andrejewna Lawrowskaja

Jelisaweta Andrejewna Lawrowskaja (I. N. Kramskoi, 1878, Russisches Museum)

Jelisaweta Andrejewna Lawrowskaja (russisch Елизавета Андреевна Лавровская; * 1. Oktoberjul. / 13. Oktober 1845greg. in Kaschin; † 4. Februar 1919 in Moskau) war eine russische Kontra-Alt-Opern- und Konzertsängerin und Hochschullehrerin.

## Leben
Lawrowskajas Vater war Beamter, der 1851 nach Moskau ging. Sie absolvierte das Moskauer Elisabeth-Institut für Töchter des Adels, des Militärs, der Kaufmannschaft und des Klerus (1861–1864). Ihr Talent wurde von dem Kirchenmusiker Fjodor Bagrezow entdeckt. Ihre Ausbildung auf öffentliche Kosten organisierte Fürst Sergei Michailowitsch Golizyn. Anfang der 1860er Jahre begann sie das Studium am Sankt Petersburger Konservatorium in Henriette Nissen-Salomans Klasse mit einem Stipendium der Großfürstin Jelena Pawlowna. Ihr Studium am Konservatorium schloss sie 1868 mit der Großen Silbermedaille ab.
Zusammen mit Iwan Melnikow, Alexander Menschikow, Darja Leonowa, Fjodor Nikolski und anderen trug Lawrowskaja nun zur Blüte der St. Petersburger  Oper bei. Sie sang im Mariinski-Theater (1868–1872, 1879–1880) und im Moskauer Bolschoi-Theater (1890–1891). 1870 erregte sie in Odessa Aufsehen, als sie in der ersten Saison der von Ferdinand Berger eröffneten neuen russischen Oper auftrat. Sie trat als Konzertsängerin im In- und Ausland auf. Sie sang in London, Paris, Berlin und Mailand. In Paris hörten sie Gioachino Rossini und der Direktor der Opéra Garnier, die sie sehr schätzten. In Baden nahm sie Stunden bei Pauline Viardot-García. Ihre besten Rollen waren Wanja (Michail Glinkas Ein Leben für den Zaren), die Fürstin (Alexander Dargomyschskis Russalka), Fidès (Giacomo Meyerbeers Le prophète), Ratmir (Michail Glinkas Ruslan und Ljudmila), Rogneda, Grunja (Alexander Serows Rogneda, Die Macht des Bösen), Orfeo (Christoph Willibald Glucks Orfeo ed Euridice), Siébel (Charles Gounods Faust), Azucena (Giuseppe Verdis Il trovatore) u. a.
Als Lawrowskaja 1872 aufgrund eines Konflikts mit der Direktion das Mariinski-Theater hatte verlassen müssen, ging sie nach Paris und bildete sich weiter bei  Pauline Viardot-García aus. 1873 heiratete sie Fürst Pjotr Nikolajewitsch Zertelew.
Ab 1888 war Lawrowskaja Professorin des Moskauer Konservatoriums. 1917 wurde sie als Verdiente Professorin des Konservatoriums geehrt. Zu ihren Schülern gehörten Alexander Brewi, Nikolai Wekow, Wassili Gepezki, Marija Dulowa, Jewgenija Sbrujewa, Nadeschda Nowospasskaja, Alewtina Paschalowa, die Mutter Natalja Spillers Marija Nikolajewna Poljakowa, Michail Slonow, Klawdija Tugarinowa, Jelena Zwetkowa und Mitrofan Tschuprynnikow.
Lawrowskaja war befreundet mit Nikolai Rubinstein, Sergei Tanejew, César Cui, Alexander Gretschaninow, Iwan Turgenew, Hazrat Inayat Khan und Fjodor Dostojewski, mit dem sie korrespondierte.
Tschaikowski schätzte Lawrowskaja sehr und widmete ihr 6 Romanzen (op. 27 N.r. 1–6). Im Mai 1877 schlug sie ihm eine Oper nach Alexander Puschkins Versepos Eugen Onegin vor. Das Ergebnis war seine Oper Eugen Onegin. In der Oper Der Opritschnik schrieb er die Rolle der Morosowa für sie. Auch Sergei Rachmaninow widmete ihr 1896 zwei Romanzen (op. 14 Nr. 9, op. 14 Nr. 6), und von Sergei Tanejew erhielt sie die Romanze Die Leute schlafen.
In Konzerten trat Lawrowskaja mit der Pianistin Sofija Malosjomowa auf und manchmal auch mit Alexander Siloti, Sergei Tanejew und Umberto Masetti (1901).
Iwan Kramskoi und Wladimir Makowski porträtierten Lawrowskaja. Ein Porträt Lawrowskajas hing im Leipziger Concerthaus.
Es existieren zwei Tonaufnahmen von Lawrowskajas Gesang. 1890 machte der deutsche Julius Block mit einem Phonographen eine kurze Aufnahme von Stimmen einiger Musiker, darunter Tschaikowski, Rubinstein und Lawrowskaja. Dies war der Ausgangspunkt für den 2016 gedrehten Kurzfilm Der Phonograph, in dem Xenija Rappoport die Rolle der Lawrowskaja übernahm.